# Краме
Краме (њем. Cramme) општина је у њемачкој савезној држави Доња Саксонија. Једно је од 37 општинских средишта округа Волфенбител. Према процјени из 2010. у општини је живјело 985 становника. Посједује регионалну шифру (AGS) 3158005.

## Географски и демографски подаци
Краме се налази у савезној држави Доња Саксонија у округу Волфенбител. Општина се налази на надморској висини од 108 метара. Површина општине износи 12,4 km². У самом мјесту је, према процјени из 2010. године, живјело 985 становника. Просјечна густина становништва износи 79 становника/km².